# 統一民主戦線 (南スーダン)
統一民主戦線（とういつみんしゅせんせん、United Democratic Front、略称:UDF）は、南スーダンの政党。党首はピーター・アブドゥラーマン・スール（Peter Abdrhaman Sule）。 統一民主戦線は暫定スーダン国民議会（National Assembly of Sudan）総選挙と、南スーダン議会（South Sudan Legislative Assembly）総選挙に参加し、それぞれ4議席を獲得した。